# Gaël Monfils
Gaël Monfils (1 de setembro de 1986, Paris) é um tenista profissional francês. Monfils é ex-número 1 da França, e já alcançou a 6º posição no ranking da ATP em 2016. Conquistando até hoje 13 títulos em 35 finais.
É chamado muitas vezes de "showman", pelo seu jeito divertido e cativante de jogar.
É casado com a também tenista profissional, Elena Svitolina.

## Carreira
Monfils é destro e profissional desde 2004.
Monfils é um tenista francês que vem subindo de produção, e chegando a ser o numero 7 do tênis mundial. Sua melhor campanha em Grand Slams foi chegar à semifinal de Roland Garros em 2008. Também já conquistou 4 títulos ATP de simples. Em 2008, chegou às quartas-de-final dos Jogos Olímpicos.
Encerrou o ano de 2011 como o número 16 do mundo.
Em 2013, uma jogada realizada por Monfils, na partida contra Tommy Haas, válida pelas 4as-de-final do torneio de Halle, foi eleita a jogada mais bonita do ano.
Em 2019, numa partida contra o húngaro Márton Fucsovics, Monfils criou uma nova jogada de tênis: Pulando e de costas.

## Significantes finais

### Masters 1000 finais

#### Simples: 3 (0-3)
| Resultado | Ano  | Campeonato         | Piso     | Oponente        | Plcar              |
| --------- | ---- | ------------------ | -------- | --------------- | ------------------ |
| Vice      | 2009 | Paris              | Duro (i) | Novak Djokovic  | 2–6, 7–5, 6–7(3–7) |
| Vice      | 2010 | Paris (2)          | Duro (i) | Robin Söderling | 1–6, 6–7(1–7)      |
| Vice      | 2016 | ATP de Monte Carlo | Saibro   | Rafael Nadal    | 5-7, 7-5, 0-6      |

## ATP finais

### Simples: 23 (5 títulos, 18 vices)
| Legenda                           |
| --------------------------------- |
| Grand Slam (0–0)                  |
| ATP World Tour Finals (0–0)       |
| ATP World Tour Masters 1000 (0–3) |
| ATP World Tour 500 Series (0–4)   |
| ATP World Tour 250 Series (5–11)  |

| Finais por Piso |
| --------------- |
| Duro (4–12)     |
| Saibro (1–5)    |
| Grama (0–0)     |
| Carpete (0–1)   |

| Resultado | N.  | Data              | Torneio                                  | Piso        | Oponente              | Placar             |
| --------- | --- | ----------------- | ---------------------------------------- | ----------- | --------------------- | ------------------ |
| Campeão   | 1.  | 1 Agosto 2005     | Orange Prokom Open, Polônia              | Saibro      | Florian Mayer         | 7–6(8–6), 4–6, 7–5 |
| Vice      | 1.  | 9 Outubro 2005    | Open de Moselle, França                  | Duro (i)    | Ivan Ljubičić         | 6–7(7–9), 0–6      |
| Vice      | 2.  | 30 Outubro 2005   | Grand Prix de Tennis de Lyon, França     | Carpete (i) | Andy Roddick          | 3–6, 2–6           |
| Vice      | 3.  | 8 Janeiro 2006    | Qatar Open, Qatar                        | Duro        | Roger Federer         | 3–6, 6–7(5–7)      |
| Vice      | 4.  | 20 Maio 2007      | Hypo Group Tennis International, Austria | Saibro      | Juan Mónaco           | 6–7(3–7), 0–6      |
| Vice      | 5.  | 4 Outubro 2008    | Bank Austria TennisTrophy, Austria       | Duro (i)    | Philipp Petzschner    | 4–6, 4–6           |
| Vice      | 6.  | 28 Fevereiro 2009 | Mexican Open, México                     | Saibro      | Nicolás Almagro       | 4–6, 4–6           |
| Campeão   | 2.  | 27 Setembro 2009  | Open de Moselle, França                  | Duro (i)    | Philipp Kohlschreiber | 7–6(7–1), 3–6, 6–2 |
| Vice      | 7.  | 15 Novembro 2009  | BNP Paribas Masters, França              | Duro (i)    | Novak Djokovic        | 2–6, 7–5, 6–7(3–7) |
| Vice      | 8.  | 18 Julho 2010     | MercedesCup, Alemanha                    | Saibro      | Albert Montañés       | 2–6, 2–1, ret.     |
| Vice      | 9.  | 10 Outubro 2010   | Japan Open, Japão                        | Duro        | Rafael Nadal          | 1–6, 5–7           |
| Campeão   | 3.  | 31 Outubro 2010   | Open Sud de France, França               | Duro (i)    | Ivan Ljubičić         | 6–2, 5–7, 6–1      |
| Vice      | 10. | 14 Novembro 2010  | BNP Paribas Masters, França (2)          | Duro (i)    | Robin Söderling       | 1–6, 6–7(1–7)      |
| Vice      | 11. | 7 Agosto 2011     | Legg Mason Tennis Classic, EUA           | Duro        | Radek Štěpánek        | 4–6, 4–6           |
| Campeão   | 4.  | 23 Outubro 2011   | Stockholm Open, Suécia                   | Duro (i)    | Jarkko Nieminen       | 7–5, 3–6, 6–2      |
| Vice      | 12. | 7 Janeiro 2012    | Qatar Open, Qatar (2)                    | Duro        | Jo-Wilfried Tsonga    | 5–7, 3–6           |
| Vice      | 13. | 5 Fevereiro 2012  | Open Sud de France, França               | Duro (i)    | Tomáš Berdych         | 2–6, 6–4, 3–6      |
| Vice      | 14. | 25 Maio 2013      | Open de Nice Côte d'Azur, França         | Saibro      | Albert Montañés       | 0–6, 6–7(3–7)      |
| Vice      | 15. | 24 Agosto 2013    | Winston-Salem Open, EUA                  | Duro        | Jürgen Melzer         | 3–6, 1–2, ret.     |
| Vice      | 16. | 4 Janeiro 2014    | Qatar Open, Qatar (3)                    | Duro        | Rafael Nadal          | 1–6, 7–6(7–5), 2–6 |
| Campeão   | 5.  | 9 Fevereiro 2014  | Open Sud de France, França (2)           | Duro (i)    | Richard Gasquet       | 6–4, 6–4           |
| Vice      | 17. | 22 Fevereiro 2015 | Open 13, França                          | Duro (i)    | Gilles Simon          | 4–6, 6–1, 6–7(4–7) |
| Vice      | 18  | 17 Abril 2016     | ATP de Monte Carlo                       | Saibro      | Rafael Nadal          | 5-7, 7-5, 0-6      |